# Gulakamale, Bangalore South
Gulakamale là một làng thuộc tehsil Bangalore South, huyện Bangalore Urban, bang Karnataka, Ấn Độ.